# Province de Cienfuegos
Pour les articles homonymes, voir Cienfuegos (homonymie).
La province de Cienfuegos est une subdivision de Cuba. La capitale de la province est la ville de Cienfuegos fondée par des Français en 1819.
Cienfuegos est la plus petite province de Cuba. À l'exception de la Sierra de Escambray, la province a un relief très plat avec une économie qui repose sur la culture et le traitement du sucre. Les moulins et les plantations de canne à sucre apparaissent essentiellement sur le paysage. On y trouve également des chutes d'eau dans les montagnes.

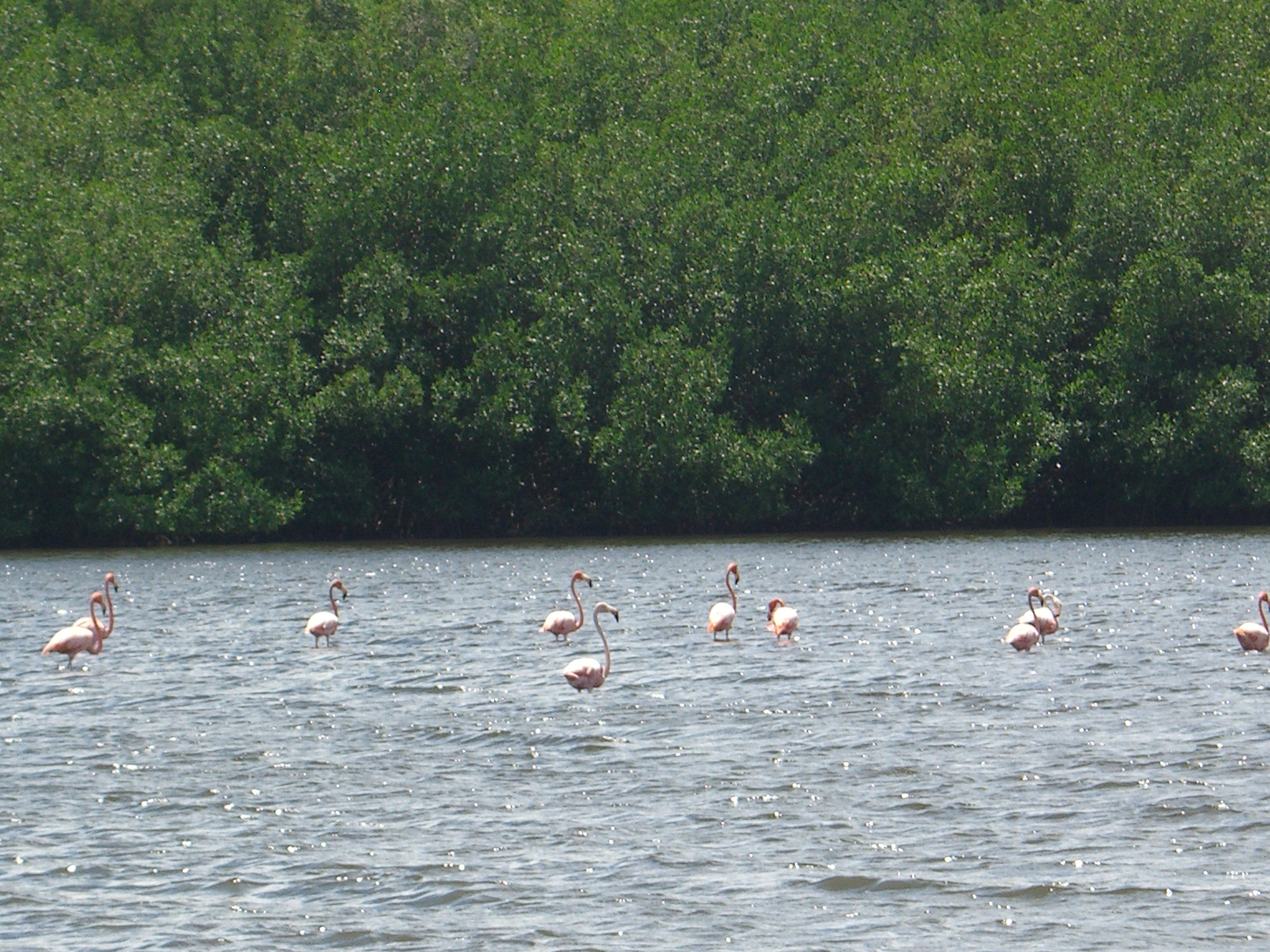
Flamants roses dans la lagune de Guanaroca

La province possède des réserves de pétrole importantes. Une raffinerie existe mais n'est pas exploitée à son maximum. D'origine soviétique, elle est en cours de modernisation par Cuba et le Venezuela. Elle pourrait devenir un important complexe pétrochimique.
La plongée est extrêmement populaire dans la province aussi bien pour les touristes que pour les gens du pays. Il y a de nombreuses cavernes sous-marines, et plus de 50 sites de plongée dans la province. 
Les provinces de Cienfuegos, Sancti Spiritus, et Villa Clara étaient auparavant regroupées dans la province de Santa Clara.

## Municipalités
1. Abreus
2. Aguada de Pasajeros
3. Cienfuegos
4. Cruces
5. Cumanayagua
6. Lajas
7. Palmira
8. Rodas